# Miquel Àngel Llompart Hernández
Miquel Àngel Llompart Hernández Coriós (Alcúdia, 1 de juliol de 1970) és un polític i un jugador de bàsquet mallorquí. Fou batle d'Alcúdia del 16 de gener de 2010 fins a l'11 de juny de 2011; de llavors ençà ha quedat en l'oposició com a cap del partit Convergència per les Illes, que amb canvi de nom polític pertany a El Pi.
Com a jugador de basket ha jugat als equips de l'Alcúdia, el Drach Inca, de Muro, de l'Arenal i de Son Servera com a aler de la Lliga EBA. Des de bastants anys és un dels entrenadors del Dakota Alcúdia de bàsquet, principalment en la categoria cadet femení, que el maig de 2017 va aconseguir ser campió de Mallorca de la seva categoria.
La darrera quinzena de juliol de 2017 va realitzar el curs d'entrenador superior de bàsquet a Saragossa amb la FEB (Federació Espanyola de Bàsquet).

## Vida política
Des de 1999 fins a gener 2010, fou regidor de l'ajuntament d'Alcúdia pel partit d'UM (Unió Mallorquina). El 16 de gener fou nomenat batle d'Alcúdia. A primers de març 2011 es presentà com a candidat a la batlia alcudienca per les eleccions de 22 de maig de 2011 per Convergència per les Illes. Llompart ostentà des de juny 2007 fins al 15 de gener de 2010 la presidència de la companyia municipal de Serveis Municipals d'Alcúdia (EMSA) i la regidoria d'Urbanisme en ser nomenat batlle el 16 de gener de 2010 després de la renúncia de Miquel Ferrer Viver dos dies abans.
Llompart fou membre del Consell d'Administració dels Ports de Balears per a la delegació del Port Alcúdia i com a representant de l'ajuntament d'Alcúdia fins a l'estiu de 2010. El seu cessament del consell fou provocat per la modificació de la Llei en el Consell d'Administració de l'Autoritat Portuàia que implicava la sortida dels representants municipals d'aquest òrgan. Membre del Consell Polític del partit Unió Mallorquina, des de la presa de possessió del càrrec de batle a mitjans de gener del 2010 fins al 2011. Membre de la Comissió Executiva, com a membre electe de Convergència per les Illes des de l'hivern 2012.
Pertanya a (El Pi) Proposta per les Illes des del 2013 quan Convergència per les Illes s'uní a un nou partit. Des del 21 de febrer 2014 i durant un temps va ser el President del Comité Local del Pi d'Alcúdia. El Pi es un partit autonomista, centrista, obert a la societat i amb vocació interinsular.